# Marco Koch
Pour les articles homonymes, voir Koch.
Marco Koch, né le 25 janvier 1990 à Darmstadt, est un nageur allemand spécialiste des épreuves de brasse. Il est sacré champion du monde sur 200 m brasse en 2015 à Kazan.

## Biographie
En 2013, lors des Championnats du monde à Barcelone, il est le seul Allemand à remporter une médaille durant cette compétition, en prenant l'argent sur 200 m brasse derrière le Hongrois Dániel Gyurta.
Le 20 novembre 2016, il bat le record du monde du 200 m brasse à l'occasion des Championnats d'Allemagne en petit bassin à Berlin dans un temps de 2:00.44.

## Palmarès

### Championnats du monde
Grand bassin
- Championnats du monde 2013 à Barcelone ( Espagne) :
  -  Médaille d'argent du 200 m brasse
- Championnats du monde 2015 à Kazan ( Russie) :
  -  Médaille d'or du 200 m brasse

Petit bassin
- Championnats du monde 2014 à Doha ( Qatar) :
  -  Médaille d'argent du 200 m brasse
- Championnats du monde 2016 à Windsor ( Canada) :
  -  Médaille d'or du 100 m brasse
  -  Médaille d'or du 200 m brasse
- Championnats du monde 2018 à Hangzhou ( Chine) :
  -  Médaille de bronze du 200 m brasse

### Championnats d'Europe
Grand bassin
- Championnats d'Europe 2012 à Debrecen ( Hongrie) :
  -  Médaille d'argent du 200 m brasse

- Championnats d'Europe 2014 à Berlin ( Allemagne) :
  -  Médaille d'or du 200 m brasse

- Championnats d'Europe 2016 à Londres ( Royaume-Uni) :
  -  Médaille d'argent du 200 m brasse

Petit bassin
- Championnats d'Europe 2008 à Rijeka ( Croatie) :
  -  Médaille d'argent au titre du relais 4 x 50 m quatre nages

- Championnats d'Europe 2010 à Eindhoven ( Pays-Bas) :
  -  Médaille d'or du 200 m brasse

- Championnats d'Europe 2013 à Herning ( Danemark) :
  -  Médaille d'argent du 100 m brasse
  -  Médaille de bronze du 200 m brasse

- Championnats d'Europe 2015 à Netanya ( Israël) :
  -  Médaille d'or du 100 m brasse
  -  Médaille d'or du 200 m brasse